# Record de Tunisie du 200 mètres
Le record de Tunisie du 200 m est actuellement détenu par Ridha Ghali chez les hommes, en 21 s 14, et par Awatef Benhassin chez les femmes, en 23 s 95.

## Hommes
| Athlète     | Performance | Club                       | Lieu  | Date           |
| Ridha Ghali | 21 s 14     | Club d'athlétisme de Gabès | Radès | 9 juillet 2005 |

## Femmes
| Athlète          | Performance | Club                               | Lieu   | Date            |
| Awatef Benhassin | 23 s 95     | Club sportif de la Garde nationale | Ninove | 27 juillet 2002 |